# Edismith
O Edismith foi um automóvel Inglês  fabricado somente em 1905. Construído por Edmund Smith, da Circus Garage, em Blackburn (Lancashire), foram projetados com um Tony Huber ou unidades de energia De Dion.

## Referência
1. ↑  Wise, David. The New Illustrated Encyclopedia of Automobiles. BookSales Inc; Rev Upd edition (May 2000). pp. 559. ISBN 0785811060